# Utopia
(Oscar Wilde, L'anima dell'uomo sotto il socialismo (1891), traduzione di Francesca Ricci, in Tutte le opere, a cura di Masolino d'Amico, Newton Compton Editori, 2010.)

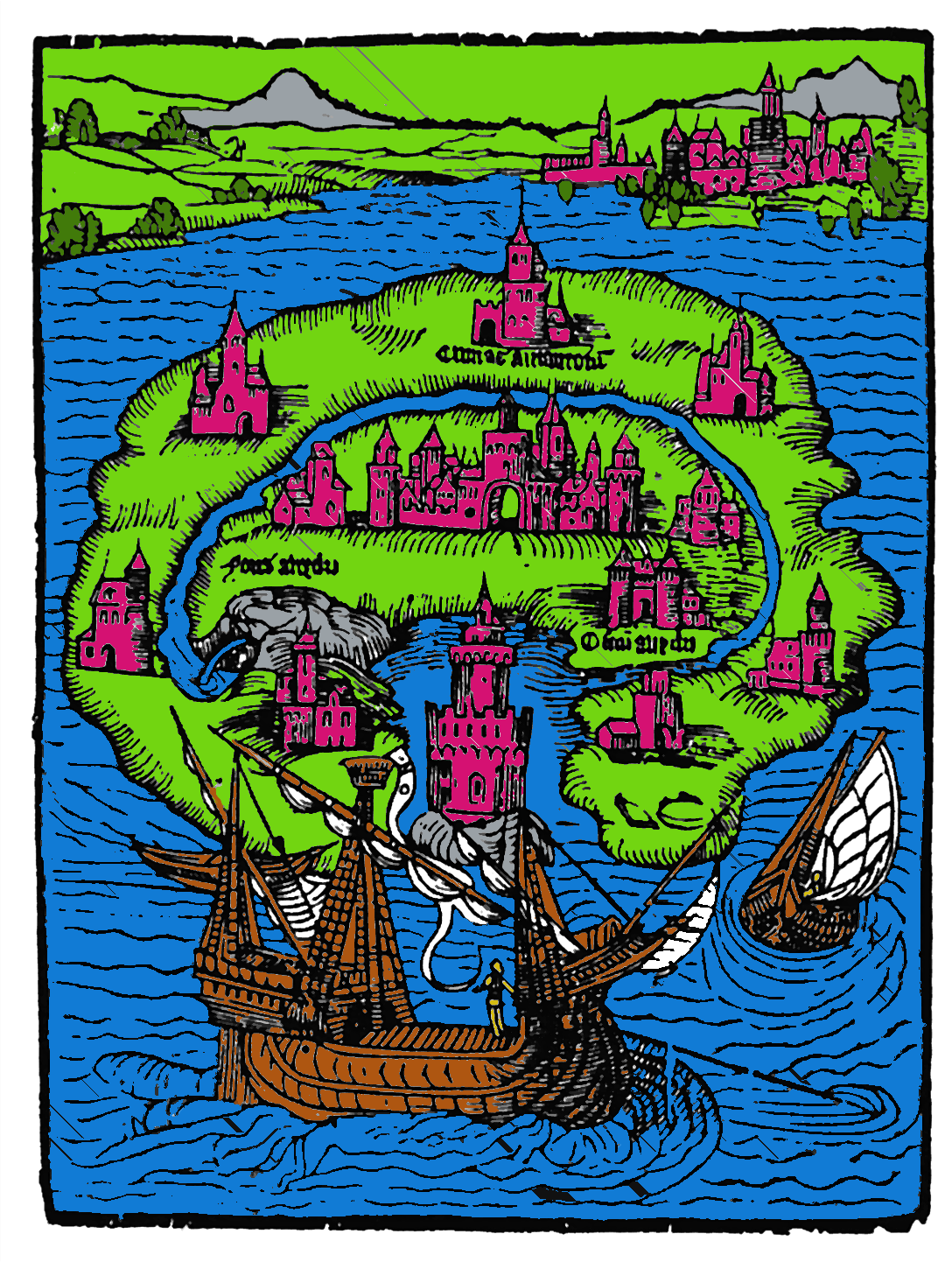
"Utopiae insulae tabula", Ambrosius Holbein (1494-1519).

Un'utopìa è un assetto politico, sociale o religioso che non trova riscontro nella realtà, ma che viene proposto come ideale e come modello. Il termine può anche riferirsi ad una meta intesa come puramente teorica e del tutto irraggiungibile; in questa accezione, può connotare sia un punto di riferimento idealistico verso cui orientare azioni ancora pragmaticamente attuabili, sia una mera illusione e un ideale vuoto.

## Etimologia
La parola deriva dal greco antico οὐ?, ou ("non") e τόπος, tópos ("luogo") e significa "non-luogo". Nella parola, coniata da Tommaso Moro, è presente in origine un gioco di parole con l'omofono inglese eutopia, derivato dal greco antico εὖ?, eû ("buono o bene") e τόπος, tópos ("luogo"), che significa quindi "buon luogo". Questo, dovuto all'identica pronuncia, in inglese, di "utopia" e "eutopia"; dà quindi origine ad un doppio significato:
- utopia (nessun luogo),
- eutopia (buon luogo).

L'utopia sarebbe dunque un luogo buono/bello ma parimenti inesistente, o per lo meno irraggiungibile.

## L'utopia in filosofia
Il pensiero utopico filosofico non ha a che fare con una rappresentazione ingenua della realtà, ma con problemi più complessi.
L'utopista non accetta la realtà così come appare. Esso costruisce due realtà parallele, esprimendo il rifiuto del possibile con la fuga nell'impossibile.
Si vive quindi in mondi virtuali, impossibili, in modo degno, come non è consentito dalla realtà.
L'utopista quindi si pone tre domande:
- Qual è la realtà?
- Esistono effettive possibilità di conoscere la vera realtà?
- Esistono realtà parallele di cui non si sa nulla?

L'utopista - sia come coniatore di utopie, sia come semplice propugnatore, sia come pensatore utopico critico - può quindi essere tanto colui che costruisce le sue preferenze e le sue scelte ideologiche esimendosi dallo studio e dalla comprensione della realtà e delle sue dinamiche, quanto colui che indica un percorso che ritiene al contempo auspicabile e pragmaticamente perseguibile.
Benché non sia un costituente essenziale del concetto di utopia, molte utopie presentano un carattere universalista; esistono, però, anche utopie di natura settaria o comunque non inclusiva.
Nell'uso comune, utopia e utopismo sono spesso associati al velleitarismo.

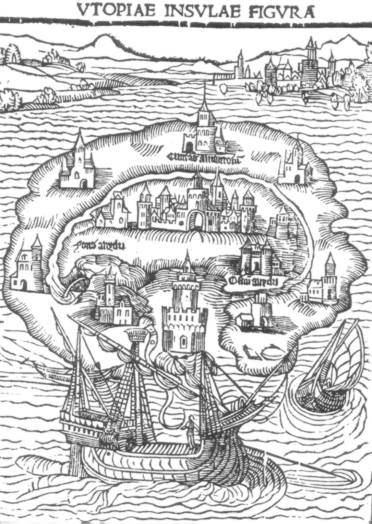
Illustrazione per L'Utopia di Tommaso Moro

## Politica e storica
Un'utopia globale di pace mondiale viene spesso vista come una delle possibili e inevitabili fini della storia.
Sparta fu un'utopia militarista fondata nell'Antica Grecia da Licurgo (anche se alcuni, specialmente gli ateniesi, possono averla vista come una distopia). Fu una potenza greca fino alla sua sconfitta da parte dei Tebani nella battaglia di Leuttra.
Sviluppatasi fra il XVIII e il XIX secolo, il socialismo utopico, che fu la prima corrente del moderno pensiero socialista, propugnava una riforma generale della società e dello Stato, che avesse come fine la giustizia sociale e come mezzo la statalizzazione delle risorse economiche, l'abolizione della proprietà privata (collettivismo), della famiglia, del contrasto tra città e campagna.

## Economica
Le utopie socialista e comunista generalmente ruotano attorno a una distribuzione paritaria dei beni, spesso con la totale abolizione del denaro, e con cittadini che fanno un lavoro che apprezzano e che è svolto per il bene comune in quanto realizzazione della loro essenza primaria, e che lascia loro ampi margini di tempo per coltivare arti e scienze.

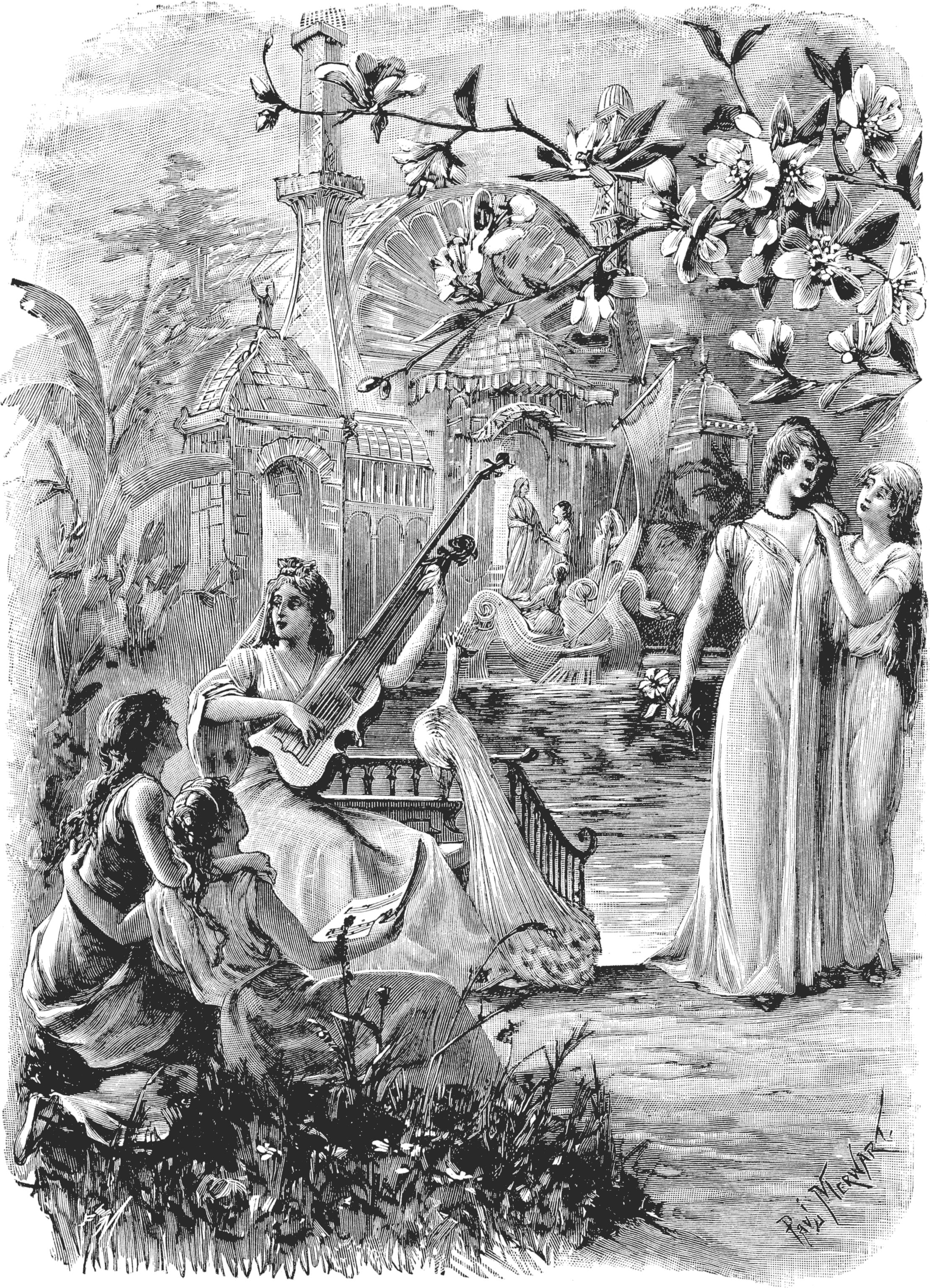
A livello popolare l'utopia a volte si richiama all'immagine del Paradiso terrestre

Vi sono anche utopie di matrice individualista, che vedono evidentemente nel libero mercato e nella competizione due fattori fondamentali di sviluppo dell'essere umano.

## Religione
Le idee del paradiso nel Cristianesimo e nell'Islam tendono ad essere utopiche, specialmente nella loro forma popolare: invitando ad una speculazione sull'esistenza libera dal peccato, dalla povertà e da ogni tristezza, oltre il potere della morte (anche se il "paradiso", nell'escatologia cristiana almeno, è più equivalente alla vita in Dio, vivendo un paradiso terrestre nella vita).

## Utopia scientifica e tecnologica
Queste utopie preconizzano un futuro in cui una scienza e una tecnologia avanzate creeranno le condizioni per uno stile di vita utopico; ad esempio con il superamento della morte e della sofferenza e con cambiamenti migliorativi della natura e della condizione umana. Specie in ambito transumanista, si adotta anche il termine di "estropia", intesa come capacità della tecnica di contrastare, localmente o globalmente, il fenomeno dell'entropia.
In contrapposizione a questo orientamento ottimistico, si pone la predizione che l'avanzamento di scienza e tecnologia porterà all'estinzione dell'umanità, in seguito ad un utilizzo intenzionalmente o maldestramente distruttivo o ad un puro incidente. I pessimisti invocano il principio di precauzione e contrastano l'adozione indiscriminata delle nuove tecnologie; nelle posizioni più estreme si giunge ad una totale opposizione verso l'innovazione tecnologica.

## Proto-comunismo
Con questa espressione si suole indicare quelle filosofie che in qualche maniera anticipano uno o più temi tipici del comunismo. È specialmente nel Settecento che nascono questi tipi di impostazioni politico-sociologiche che preludono il comunismo ottocentesco. A parte Rousseau che nel Contratto sociale ha avanzato idee di uguaglianza nei diritti e una certa centralizzazione del potere, vi sono altri tre personaggi che si distinguono per aver sostenuto in maniera forte l'abolizione della proprietà privata: Jean Meslier, Étienne-Gabriel Morelly e Dom Deschamps.

## Critiche all'utopia
(Paul Claudel)
Nel corso del XX secolo, sono state portate alcune critiche al modello utopista da parte di alcuni pensatori e filosofi liberali, fra i quali Karl Popper e Dario Antiseri. La prima delle obiezioni riguarda il fatto che non esiste un criterio razionale attraverso il quale determinare che cosa renda una società utopica e perfetta; oltretutto, la società perfetta - o presunta tale - viene ritenuta esattamente l'opposto della società aperta.
L'inconsistenza attribuita all'utopia e agli utopisti viene espressa sottolineando come innanzitutto ogni utopista sia totalitario e come l'utopia si fondi su tre presupposti gnoseologici insostenibili, quali: conoscere il tutto (inteso come insieme della società), conoscere cosa è il bene e cosa è il male, conoscere una definizione oggettiva di uomo perfetto.
Ritenendo di conoscere ciò, all'utopista viene attribuito di credere che il mondo del suo tempo sia interamente errato e pertanto che sia necessario sviluppare un cambiamento totale dello stesso secondo regole e principi stabiliti dall'utopista stesso.
Per i critici dell'utopia, coloro che intendono realizzarla sono fermamente avversi ad ogni pratica gradualista e riformista, poiché, dovendo cambiare il mondo nella sua interezza, non pensano che ci sia alcun bisogno di intervenire sui problemi e le questioni attuali. Ciò viene ritenuto dai critici in forte contrasto con la moderna prassi politica, secondo la quale, ammesso che si possa cambiare tutto, ciò non può non essere realizzato che attraverso la risoluzione delle singole parti che costituiscono il tutto stesso.
In realtà, la possibilità di ripartire dal principio per riedificare un nuovo mondo utopico viene considerata irrealizzabile in termini pratici, poiché non è mai possibile ricominciare da capo: la tradizione da cui si discende e le facoltà intellettuali dell'individuo sono valori acquisiti dall'uomo nel corso della propria vita e non si può in alcun modo liberarsene; la stessa ragione ideale dell'utopista è inevitabilmente frutto di una tradizione precedente.

## Utopie leggendarie
- Atlantide, la mitica isola descritta da Platone nei suoi dialoghi Timeo e Crizia, risalente a circa 9600 anni fa, è stata fonte di ispirazione per numerose altre utopie letterarie.
- Libertalia, una leggendaria colonia di pirati fondata in una enclave del Madagascar nel 1724.
- Thule, un'isola situata all'estremità del mondo conosciuto, nell'Atlantico settentrionale.

## Utopie letterarie
- La Repubblica di Platone.
- L'Utopia (1516 circa) di Tommaso Moro.
- La repubblica immaginaria (1580 ca.) di Ludovico Agostini.
- La città del sole (1623) di Tommaso Campanella.
- La nuova Atlantide (1627), racconto incompiuto di Francesco Bacone.
- La repubblica di Oceana o Oceana (The Commonwealth of Oceana, 1656) di James Harrington.
- Les aventures de Télémaque (1699) di Fénelon dove sono descritte due società felici: Betica (nel libro ottavo) e Salento (libro dodicesimo).
- La sezione de I viaggi di Gulliver (1726) di Jonathan Swift che descrive la calma e razionale società degli Houyhnhnm, è certamente utopica, ma è intesa per essere contrapposta a quella degli Yahoo, che rappresentano il peggio della razza umana.
- L'anno 2440 (L'An 2440, rêve s'il en fut jamais, 1771) di Louis-Sébastien Mercier.
- Voyage en Icarie (1840) di Étienne Cabet.
- Erewhon (1872) di Samuel Butler.
- Guardando indietro, 2000-1887 (Looking Backward, 2000-1887, 1888), di Edward Bellamy.
- Freiland (1890) di Theodor Hertzka.
- Notizie da nessun luogo (News from Nowhere, 1891), di William Morris (il movimento Arts and Crafts fu fondato per mettere in pratica le sue idee).
- Utopia, Limited (1893) è una operetta di Gilbert e Sullivan, nella quale una piccola isola-nazione si riforma in stile inglese.
- Diverse opere di H. G. Wells, tra cui Una utopia moderna (1905).
- R.U.R. (Rossum's Universal Robots) (1920) di Karel Čapek, autore anche di altri importanti esempi di letteratura utopistica, ad esempio i romanzi La fabbrica dell'Assoluto (1922) e La guerra delle salamandre (1936).
- Il mondo nuovo (Brave New World, 1932) di Aldous Huxley può essere considerato un esempio di satira pseudo utopica (vedi anche distopia). L'isola, un altro suo romanzo, mostra invece un'utopia positiva.
- A noi vivi (1938-1939), il primo romanzo di Robert A. Heinlein (pubblicato postumo nel 2004), in cui l'autore espone sotto un sottile velo narrativo fantascientifico le proprie idee e teorie sociali, economiche e politiche, riscontrabili in tutta la successiva produzione.
- Il giuoco delle perle di vetro (1943) Hermann Hesse.
- Walden Two (1948) di Burrhus Skinner.
- La nebulosa di Andromeda (Туманность Андромеды, 1957) di Ivan Antonovič Efremov.
- La rivolta di Atlante (Atlas Shrugged, 1957) di Ayn Rand.
- Fanteria dello spazio (Starship Troopers, 1958) di Robert A. Heinlein, in cui viene immaginato un mondo unito sotto un governo globale, in cui l'acquisizione dei diritti politici (voto e possibilità di candidarsi alle elezioni) devono essere guadagnati prestando un periodo di servizio militare volontario per un minimo di due anni. Questo portò all'autore accuse di militarismo, accuse poco fondate, visto che le caratteristiche del servizio militare come descritte nel libro differiscono notevolmente da quelle reali, che peraltro Heinlein criticò in altri suoi libri. Nel film del 1997, che si discosta in molti punti dal libro, l'aspetto sociale utopico viene completamente ribaltato, tanto da poter accomunare il film al genere distopico.
- I condannati di Messina (1969) di Ben Bova, dove si immagina che in un futuro non molto lontano sia nato un Supergoverno Mondiale con capitale nella città dello Stretto.
- Quelli di Anarres (The Dispossessed, 1974), romanzo di fantascienza di Ursula K. Le Guin, viene talvolta visto come uno dei pochi rappresentanti moderni del genere utopico, anche se è notevole che uno dei temi principali del lavoro sia l'ambiguità delle differenti nozioni di utopia. La Le Guin presenta un mondo in cui tutti i lavori ingrati - come scavare fossi e spurgare fogne - vengono equamente divisi tra tutti gli adulti, che per il resto possono dedicarsi ai loro lavori quotidiani e più soddisfacenti.
- Ecotopia (1975) di Ernest Callenbach.
- Il ciclo della Cultura, che inizia con il romanzo Pensa a Fleba (Consider Phlebas, 1987) di Iain Banks.
- La trilogia delle tre Californie (anni 1990) di Kim Stanley Robinson.
- La Québécie (1990) di Francine Lachance.
- The Giver (1993), romanzo di Lois Lowry, ritrae una società "perfetta" del lontano futuro, nella quale l'eliminazione di guerre, malattie, paure, ecc. è ottenuta al prezzo della repressione delle emozioni umane, dell'individualità e del libero arbitrio.
- L'imperativo edonistico (The Hedonistic Imperative, 1996), un manifesto on-line di David Pearce, delinea come ingegneria genetica e nanotecnologia aboliranno la sofferenza in tutta la vita senziente.[10]
- No. 6 (2003), una serie giapponese composta da nove romanzi, scritta da Atsuko Asano, ambientata in una città perfetta chiamata No.6. Shion, abitante della città, con l'aiuto dell'amico Nezumi, scoprirà la verità che si nasconde dietro No.6, la quale si rivela l'ennesima mostruosa creazione dell'essere umano corrotto e senza scrupoli.

## Il romanzo utopistico
Il romanzo utopistico vede tra i suoi autori principali Louis Sebastien Mercier, Edward Bellamy, Evgenij Zamjatin ed Ebenezer Howard.

## Utopie cinematografiche
- Il pianeta verde, (1996)
- Islandia (2002), di Austin Tappan Wright